# 할리우드 홍콩
할리우드 홍콩(香港有個荷里活: Hollywood Hong-Kong)은 일본에서 제작된 프룻 챈 감독의 2001년 영화이다. 저우쉰 등이 주연으로 출연하였고 실베인 버스테인 등이 제작에 참여하였다.

## 출연

### 주연
- 저우쉰
- 진영명
- 황우남
- 하세문
- 양사평
- 글렌 친

## 제작진
- 미술: 왕세민
- 의상: 대미령